# El juego infinito
The Eye of Minds (El Juego Infinito en español) es el primer libro de la Saga Doctrina de la Mortalidad, escrito por James Dashner. La novela fue publicada el 8 de octubre de 2013, por Delacorte Press y se encuentra en un mundo futurista donde un joven jugador debe ayudar a detener a un hacker con la intención de causar destrucción masiva. 

## Sinopsis
Michael es un hacker de RedVirtual, el famoso juego de realidad virtual que arrasa entre los jóvenes. Ahí tiene a sus dos mejores amigos, Bryson y Sarah, y gracias a sus habilidades para manipular la tecnología pueden exprimir al máximo la plataforma y vivir experiencias al límite. Pero la diversión acaba cuando el gobierno contacta a Michael, le piden que encuentre a un hacker que está causando el caos en la red.

## Personajes
- Michael: el protagonista de la historia. Es un adolescente de 16 años, su objetivo es llegar a Sangre Vital Profunda y ser como Gunner Skale, el mejor jugador de la RedVirtual.
- Sarah: es la única chica en el grupo de amigos, tiene habilidades para la codificación.
- Bryson: es el mejor amigo de Michael, la mayoría del tiempo es alegre y hace bromas, igual que sus otros dos amigos, tiene dotes para hackear y hacer trampa en los juegos de la RedVirtual.
- Agente Webber: es una agente de la SRV. Ella es la que contacta a Michael para que busquen "La Senda".
- Kaine: es un hacker que causa estragos en la RedVirtual.

## Inspiración
Después de que James Dashner publicó su última serie "The Maze Runner", que dio la vuelta al mundo para firmar libros. Al llegar a Japón, quedó fascinado por lo que llamamos anime. A continuación, tomó un poco de tiempo viendo a algunos de ellos, pero uno le llamó la atención "SAO" (Sword Art Online). Sus ideas principales se basaron en esa historia.
- Datos: Q16385657